# Prédicat (logique mathématique)
Pour les articles homonymes, voir Prédicat.
Cet article court présente un sujet plus développé dans : Calcul des prédicats.
En logique mathématique, un prédicat est la donnée d'un symbole (souvent noté {\displaystyle P}) et d'une arité qui forme une formule une fois appliqué à un certain nombre de termes. Par exemple, si {\displaystyle P} est un prédicat d'arité 1 et {\displaystyle t} est un terme alors, {\displaystyle P(t)} est une formule. Un prédicat d'arité {\displaystyle n} est un symbole qui forme une formule lorsqu'il est appliqué à {\displaystyle n} termes. Un prédicat exprime une propriété sur des objets (ici "objet" a un sens informel), on peut y penser (et le formaliser, par exemple en logique d'ordre supérieure) comme une fonction des objets vers les valeurs de vérités. Un prédicat peut être donné de manière primitive ou construit à partir d'autres prédicats. Un prédicat à lui seul n'exprime rien, il faut rajouter des axiomes pour lui donner du sens, par exemple le prédicat d'appartenance  « {\displaystyle \in } » dans ZF.

## Exemples

### Exemple informel
On se place dans un univers habité par des dragons qui peuvent avoir des couleurs différentes. Si Alice est un dragon, on peut lui appliquer le prédicat estBleu pour former la formule estBleu(Alice) qui exprime le fait qu'Alice soit bleue. Attention, pouvoir faire cette construction ne signifie pas qu'Alice est bleue (ce qui correspondrait à prouver la formule estBleu(Alice)).

### Exemples de prédicats donnés primitivement
- Dans l'arithmétique de Peano le symbole d'égalité « {\displaystyle =} » est un prédicat d'arité 2 noté de manière infixe (on écrit {\displaystyle x=y} au lieu de {\displaystyle =(x,y)}).
- Dans ZF, le symbole d'appartenance « {\displaystyle \in } » est un prédicat d'arité 2 noté de manière infixe.

### Exemples de prédicats construits
- Dans l'arithmétique de Peano on peut définir le prédicat estZéro d'arité 1 (qui exprime le fait qu'un objet soit égal à {\displaystyle 0}) par  estZéro({\displaystyle x}) {\displaystyle :=0=x}.
- Toujours dans l'arithmétique de Peano, on peut définir le prédicat estPair d'arité 1 (qui exprime le fait qu'un objet soir pair) par estPair({\displaystyle x}) {\displaystyle :=\exists y,\ 2\cdot y=x}.